# Ibrahim Touqan

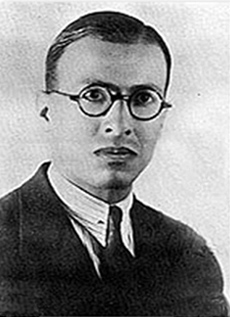
Retrato de Ibrahim Touqan.

Ibrahim Touqan (em árabe ابراهيم طوقان‎; Nablus, 1905 - 2 de maio de 1941) foi um poeta nacionalista palestino, cuja obra inspirou os árabes da região da Palestina durante sua revolta contra os britânicos. Nasceu em Nablus, durante o domínio otomano. Era irmão da poetisa Fadwa Touqan, de quem foi tutor e que influenciou no interesse pela poesia.
Cursou a sua educação primária na escola Al-Rashadiya Al-Gharbiya, na parte oeste de Nablus, e a educação secundária na escola Al-Motran, em Jerusalém. Continuou seus estudos na Universidade Americana de Beirute, de 1923 a 1929. Depois de obter um bacharelado em Literatura, Touqan trabalhou como professor de Literatura Árabe na Universidade Nacional de An-Najah, em Nablus. Trabalhou posteriormente em dois empregos, como professor na Universidade Americana de Beirute e como sub-diretor da Seção de Programas em Árabe da Estação de Radiodifusão Palestina de Jerusalém.
Em 1937, casou-se com Samia Abdel Hadi, com quem teve um filho, Ja'afar. Touqan teve problemas de estômago por toda a sua vida, e em 1941 veio a falecer, com 36 anos de idade, devido à complicações advindas duma úlcera, no Hospital Francês de Jerusalém.

## Poesia
A carreira de Touqan como poeta começou durante sua adolescência, quando foi muito influenciado por seu avô, que escrevia zajal, assim como sua mãe, que apreciava a literatura "heróica" árabe. Após receber incentivo de seu pai, Touqan se interessou pelo Alcorão, aparentemente "lendo-o durante todos os Ramadãs". Touqan publicou seu primeiro poema em 1923, enquanto vivia em Beirute. Lá, descobriu que a imprensa libanesa o incentivaria muito a publicar seus trabalhos.
A maioria dos seus poemas lidava com a luta dos árabes contra os britânicos, que controlavam a Palestina desde 1922 como um mandato. Seus poemas ficaram famosos no mundo árabe durante a revolta árabe de 1936-1939.
Este é um trecho de um de seus poemas mais famosos, Mawtini, que escreveu durante a revolta árabe:
"Minha pátria, minha pátria
A espada e a pena e não a fala ou a peleja
São os nossos símbolos, são os nossos símbolos
Nossa glória e nosso pacto e uma obrigação de ser fiel
Nos move, nos move
Nossa honra, nossa honra
É uma causa nobre e um estandarte tremulante
É uma causa nobre e um estandarte tremulante
Ó, mirar-te em tua eminência
Vitoriosa sobre teus inimigos
Vitoriosa sobre teus inimigos
Minha pátria, minha pátria."
Este poema é o hino nacional de facto da Autoridade Nacional Palestina e, em 2003, o Iraque também adotou o poema como o seu hino nacional.